# سد طالقان

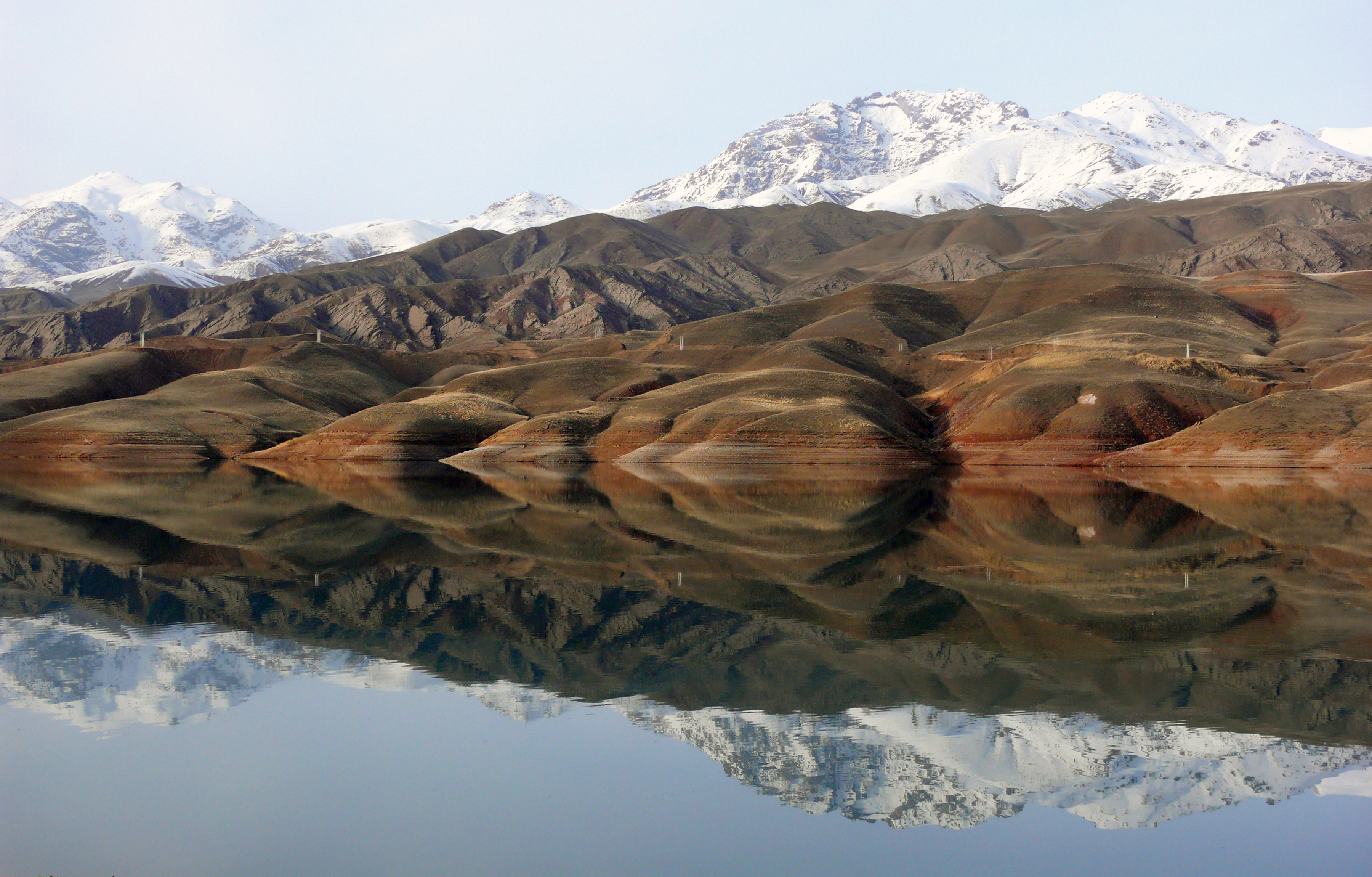
دریاچه طالقان

سد طالقان، سدی مخزنی است در شهرستان طالقان از توابع استان البرز ایران. این سد با هدف تولید برق آبی و تأمین آب قابل شرب طراحی شده و هنوز شرایط بحرانی نسخه های مشابه سدهای دیگر را تجربه نکرده است؛ با این حال، کاهش بیش از ۸۰٪ ذخیره آبی سدهای دیگر و مقایسه حدمتوسط سالیانه این سدها، نشان‌دهنده تأثیر مستقیم بحران خشکسالی بر منابع آب تهران است. تحلیلگران هشدار داده‌اند که ادامه این روند، ممکن است ظرفیت این سد را نیزبمانند بقیه سدها، برای تأمین پایدار آب و برق محدود سازد.

## پیشینه
به منظور انتقال آب طالقان به دشت قزوین،  ساخت آن با توجه به شرایط کشور ایران، تا سال ۱۳۸۱ به تعویق افتاد. در فروردین سال ۱۳۸۱، عملیات ساخت سد مخزنی طالقان آغاز شد و در سال ۱۳۸۵ به بهره‌برداری رسید.

## نیروگاه
نیروگاه آبی طالقان از نوع برق آبی بوده و توان تولید برق آن،  ۱۷٫۸مگاوات است.